# Sedrick Ellis
Sedrick Dwayne Ellis (Los Angeles, 9 de julho de 1985) é um ex jogador de futebol americano que atuou como defensive tackle na National Football League (NFL) por cinco temporadas. Ele estudou na Universidade do Sul da Califórnia (USC) e lá ganhou vários prêmios como atleta. Ele foi então draftado profissionalmente pelo New Orleans Saints e jogou pelo time por cinco anos, levando o título de campeão em 2010.